# Canada aux Jeux olympiques d'hiver de 1952
Cet article contient des informations sur la participation et les résultats du Canada aux Jeux olympiques d'hiver de 1952, qui ont eu lieu à Oslo en Norvège. Le Canada a participé à tous les Jeux olympiques d'hiver.

## Médaillés
| Médaille | Nom                                                      | Sport               | Épreuve        |
| -------- | -------------------------------------------------------- | ------------------- | -------------- |
| Or       | Équipe du Canada de hockey sur glace (Edmonton Mercurys) | Hockey sur glace    | Tournoi hommes |
| Bronze   | Gordon Audley                                            | Patinage de vitesse | 500 m hommes   |

## Résultats

### Ski alpin
| Athlète           | Épreuve      | Course 1     | Course 1 | Course 2     | Course 2     | Total        | Total        |
| Athlète           | Épreuve      | Temps        | Rang     | Temps        | Rang         | Temps        | Rang         |
| ----------------- | ------------ | ------------ | -------- | ------------ | ------------ | ------------ | ------------ |
| André Bertrand    | Descente     |              |          |              |              | 2 min 56 s 0 | 41           |
| John Griffin      | Descente     |              |          |              |              | 2 min 52 s 2 | 32           |
| Gordon Morrison   | Descente     |              |          |              |              | 2 min 51 s 1 | 31           |
| Robert Richardson | Descente     |              |          |              |              | 2 min 43 s 2 | 18           |
| Gordon Morrison   | Slalom géant |              |          |              |              | 2 min 54 s 2 | 46           |
| John Griffin      | Slalom géant |              |          |              |              | 2 min 49 s 9 | 37           |
| André Bertrand    | Slalom géant |              |          |              |              | 2 min 49 s 3 | 36           |
| Robert Richardson | Slalom géant |              |          |              |              | 2 min 48 s 2 | 34           |
| George Merry      | Slalom       | 1 min 09 s 4 | 41       | Non qualifié | Non qualifié | Non qualifié | Non qualifié |
| John Griffin      | Slalom       | 1 min 07 s 2 | 34       | Non qualifié | Non qualifié | Non qualifié | Non qualifié |
| André Bertrand    | Slalom       | 1 min 07 s 0 | 32 Q     | 1 min 06 s 2 | 22           | 2 min 13 s 2 | 25           |
| Robert Richardson | Slalom       | 1 min 06 s 8 | 31 Q     | 1 min 07 s 0 | 25           | 2 min 13 s 8 | 26           |

| Athlète             | Épreuve      | Course 1     | Course 1 | Course 2     | Course 2 | Total        | Total |
| Athlète             | Épreuve      | Temps        | Rang     | Temps        | Rang     | Temps        | Rang  |
| ------------------- | ------------ | ------------ | -------- | ------------ | -------- | ------------ | ----- |
| Lucille Wheeler     | Descente     |              |          |              |          | 1 min 59 s 5 | 27    |
| Rhoda Wurtele-Eaves | Descente     |              |          |              |          | 1 min 56 s 4 | 20    |
| Rosemarie Schutz    | Descente     |              |          |              |          | 1 min 54 s 6 | 14    |
| Joanne Hewson       | Descente     |              |          |              |          | 1 min 51 s 3 | 8     |
| Joanne Hewson       | Slalom géant |              |          |              |          | 2 min 23 s 9 | 30    |
| Lucille Wheeler     | Slalom géant |              |          |              |          | 2 min 22 s 2 | 27    |
| Rosemarie Schutz    | Slalom géant |              |          |              |          | 2 min 19 s 7 | 23    |
| Rhoda Wurtele-Eaves | Slalom géant |              |          |              |          | 2 min 14 s 0 | 9     |
| Rosemarie Schutz    | Slalom       | 1 min 56 s 7 | 37       | 1 min 12 s 2 | 25       | 3 min 08 s 9 | 37    |
| Lucille Wheeler     | Slalom       | 1 min 12 s 2 | 21       | 1 min 16 s 2 | 34       | 2 min 28 s 4 | 26    |
| Rhoda Wurtele-Eaves | Slalom       | 1 min 12 s 0 | 20       | 1 min 09 s 9 | 17       | 2 min 21 s 9 | 19    |
| Joanne Hewson       | Slalom       | 1 min 09 s 2 | 12       | 1 min 10 s 7 | 22       | 2 min 19 s 9 | 13    |

### Ski de fond
| Épreuve | Athlète            | Course        | Course |
| Épreuve | Athlète            | Temps         | Rang   |
| ------- | ------------------ | ------------- | ------ |
| 18 km   | Jacques Carbonneau | 1 h 17 min 37 | 70     |
| 18 km   | Claude Richer      | 1 h 13 min 17 | 52     |

### Patinage artistique
| Athlète          | Figures imposées | Libre | Points  | Places | Rang |
| ---------------- | ---------------- | ----- | ------- | ------ | ---- |
| Peter Firstbrook | 4                | 4     | 173,122 | 43     | 5    |

| Athlète        | Figures imposées | Libre | Points  | Places | Rang |
| -------------- | ---------------- | ----- | ------- | ------ | ---- |
| Vera Smith     | 13               | 15    | 138,220 | 117    | 13   |
| Marlene Smith  | 11               | 9     | 143,289 | 92     | 9    |
| Suzanne Morrow | 6                | 7     | 149,333 | 56     | 6    |

| Athlètes                    | Points | Places | Rang |
| --------------------------- | ------ | ------ | ---- |
| Frances Dafoe Norris Bowden | 10,489 | 48     | 5    |

### Hockey sur glace
Le tournoi a lieu dans un format de round-robin avec neuf équipes participantes.
| Équipe               | Joués | Gagnés | Perdus | Nuls | Buts pour | Buts contre | Pts |
| -------------------- | ----- | ------ | ------ | ---- | --------- | ----------- | --- |
| Canada               | 8     | 7      | 0      | 1    | 71        | 14          | 15  |
| États-Unis           | 8     | 6      | 1      | 1    | 43        | 21          | 13  |
| Suède                | 9     | 7      | 2      | 0    | 53        | 22          | 14  |
| Tchécoslovaquie      | 9     | 6      | 3      | 0    | 50        | 23          | 12  |
| Suisse               | 8     | 4      | 4      | 0    | 40        | 40          | 8   |
| Pologne              | 8     | 2      | 5      | 1    | 21        | 56          | 5   |
| Finlande             | 8     | 2      | 6      | 0    | 21        | 60          | 4   |
| Allemagne de l'Ouest | 8     | 1      | 6      | 1    | 21        | 53          | 3   |
| Norvège              | 8     | 0      | 8      | 0    | 15        | 46          | 0   |

| Équipe       | Parties jouées | Buts | Aides | Pts |
| ------------ | -------------- | ---- | ----- | --- |
| Billy Gibson | 8              | 15   | 7     | 22  |
| David Miller | 8              | 10   | 2     | 12  |

Joueurs :  Eric Paterson, Ralph Hansch, John Davies, Don Gauf, Robert Meyers, Thomas Pollock, Al Purvis, Billy Gibson, David Miller, George Abel, Billy Dawe, Robert Dickson, Gordon Robertson, Louis Secco, Francis Sullivan, Bob Watt

### Saut à ski
| Athlète          | Épreuve         | Saut 1         | Saut 1 | Saut 1 | Saut 2   | Saut 2 | Saut 2 | Total  | Total |
| Athlète          | Épreuve         | Distance       | Points | Rang   | Distance | Points | Rang   | Points | Rang  |
| ---------------- | --------------- | -------------- | ------ | ------ | -------- | ------ | ------ | ------ | ----- |
| Lucien Laferte   | Tremplin normal | 61,0 m (tombé) | 64,5   | 42     | 59,5 m   | 98,0   | 21     | 162,5  | 41    |
| Jacques Charland | Tremplin normal | 62,5 m         | 95,5   | 28     | 61,0 m   | 94,5   | 25     | 190,0  | 25    |

### Patinage de vitesse
| Épreuve  | Athlète       | Course        | Course             |
| Épreuve  | Athlète       | Temps         | Rang               |
| -------- | ------------- | ------------- | ------------------ |
| 500 m    | Ralf Olin     | 46 s 5        | 30                 |
| 500 m    | Craig Mackay  | 44 s 9        | 15                 |
| 500 m    | Frank Stack   | 44 s 8        | 12                 |
| 500 m    | Gordon Audley | 44 s 0        | Médaille de bronze |
| 1500 m   | Ralf Olin     | 2 min 29 s 3  | 29                 |
| 1500 m   | Don McDermott | 2 min 28 s 8  | 28                 |
| 1500 m   | Craig MacKay  | 2 min 25 s 0  | 16                 |
| 5 000 m  | Ralf Olin     | 8 min 54 s 2  | 25                 |
| 5 000 m  | Craig MacKay  | 8 min 52 s 5  | 23                 |
| 10 000 m | Craig MacKay  | 18 min 27 s 4 | 24                 |
| 10 000 m | Ralf Olin     | 18 min 22 s 8 | 21                 |